# Troféu Teresa Herrera
O Troféu Teresa Herrera é um torneio de futebol que, desde 1946, é realizado na cidade da Corunha, na Espanha. É um Torneio de pré-temporada disputado anualmente na cidade de La Coruna. Os jogos são disputados no Estádio Riazor durante dois dias, normalmente na primeira quinzena do mês de agosto. O Deportivo La Coruña é o clube mandante da disputa do troféu e o maior campeão deste torneio com 25 conquistas.

## Lista de campeões
| Edição | Ano  | Campeão             | Placar                    | Vice-campeão                           | Terceiro colocado               | Quarto colocado     |              |
| 1ª     | 1946 | Sevilla             | 3-2                       | Athletic Bilbao                        | [ nota 1 ]                      | [ nota 1 ]          | [ nota 1 ]   |
| 2ª     | 1947 | Athletic Bilbao     | 3-2                       | Vasco da Gama                          | [ nota 2 ]                      | [ nota 2 ]          | [ nota 2 ]   |
| 3ª     | 1948 | Barcelona           | 2-1                       | Porto                                  | [ nota 3 ]                      | [ nota 3 ]          | [ nota 3 ]   |
| 4ª     | 1949 | Racing Paris        | 2-1                       | Real Madrid                            | [ nota 4 ]                      | [ nota 4 ]          | [ nota 4 ]   |
| 5ª     | 1950 | Lazio               | 3-1                       | Atlético de Madrid                     | [ nota 5 ]                      | [ nota 5 ]          | [ nota 5 ]   |
| 6ª     | 1951 | Barcelona           | 4-2                       | Young Boys                             | [ nota 6 ]                      | [ nota 6 ]          | [ nota 6 ]   |
| 7ª     | 1952 | Valencia            | 2-1                       | Olympique Roubaix-Tourcoing            | [ nota 7 ]                      | [ nota 7 ]          | [ nota 7 ]   |
| 8ª     | 1953 | Real Madrid         | 8-1                       | Toulouse                               | [ nota 8 ]                      | [ nota 8 ]          | [ nota 8 ]   |
| 9ª     | 1954 | Sevilla             | 3-2                       | Helsingborgs                           | [ nota 9 ]                      | [ nota 9 ]          | [ nota 9 ]   |
| 10ª    | 1955 | Deportivo La Coruña | 4-1                       | Athletic Bilbao                        | [ nota 10 ]                     | [ nota 10 ]         | [ nota 10 ]  |
| 11ª    | 1956 | Atlético de Madrid  | 4-1                       | Köln                                   | [ nota 11 ]                     | [ nota 11 ]         | [ nota 11 ]  |
| 12ª    | 1957 | Vasco da Gama       | 4-2                       | Athletic Bilbao                        | [ nota 12 ]                     | [ nota 12 ]         | [ nota 12 ]  |
| 13ª    | 1958 | Nacional            | 2-1                       | Flamengo                               | [ nota 13 ]                     | [ nota 13 ]         | [ nota 13 ]  |
| 14ª    | 1959 | Santos              | 4-1                       | Botafogo                               | [ nota 14 ]                     | [ nota 14 ]         | [ nota 14 ]  |
| 15ª    | 1960 | Sevilla             | 2-1                       | Newcastle                              | [ nota 15 ]                     | [ nota 15 ]         | [ nota 15 ]  |
| 16ª    | 1961 | Sporting            | 3-2                       | Stade de Reims                         | [ nota 16 ]                     | [ nota 16 ]         | [ nota 16 ]  |
| 17ª    | 1962 | Deportivo La Coruña | 4-2                       | Benfica                                | [ nota 17 ]                     | [ nota 17 ]         | [ nota 17 ]  |
| 18ª    | 1963 | Monaco              | 3-2                       | Vasco da Gama                          | [ nota 18 ]                     | [ nota 18 ]         | [ nota 18 ]  |
| 19ª    | 1964 | Deportivo La Coruña | 4-0                       | Sporting                               | Porto e Roma                    | Porto e Roma        | Porto e Roma |
| 20ª    | 1965 | Atlético de Madrid  | 2-1                       | Vitória de Setúbal                     | [ nota 20 ]                     | [ nota 20 ]         | [ nota 20 ]  |
| 21ª    | 1966 | Real Madrid         | 2-0                       | Deportivo La Coruña                    | [ nota 21 ]                     | [ nota 21 ]         | [ nota 21 ]  |
| 22ª    | 1967 | Racing de Ferrol    | 3-0                       | Celta de Vigo                          | Deportivo La Coruña             | Pontevedra          |              |
| 23ª    | 1968 | Vitória de Setúbal  | 2-1                       | Rapid Viena                            | [ nota 22 ]                     | [ nota 22 ]         | [ nota 22 ]  |
| 24ª    | 1969 | Deportivo La Coruña | 1-0                       | Nacional                               | Olympic de Charleroi-Marchienne | Bayern de Munique   |              |
| 25ª    | 1970 | Ferencváros         | 0-0 (4x2 nos pênaltis)    | San Lorenzo                            | [ nota 23 ]                     | [ nota 23 ]         | [ nota 23 ]  |
| 26ª    | 1971 | Estrela Vermelha    | 3-1                       | Deportivo La Coruña                    | [ nota 24 ]                     | [ nota 24 ]         | [ nota 24 ]  |
| 27ª    | 1972 | Barcelona           | 2-0                       | ADO Den Haag                           | [ nota 25 ]                     | [ nota 25 ]         | [ nota 25 ]  |
| 28ª    | 1973 | Atlético de Madrid  | 2-1                       | Spartak Trnava                         | Újpest                          | Ajax                |              |
| 29ª    | 1974 | Peñarol             | 3-2                       | Borussia Mönchengladbach               | Barcelona                       | Atlético de Madrid  |              |
| 30ª    | 1975 | Peñarol             | 3-3 (Venceu nos pênaltis) | Cruzeiro                               | Atlético de Madrid              | Stoke City          |              |
| 31ª    | 1976 | Real Madrid         | 2-0                       | Cruzeiro                               | PSV Eindhoven                   | Peñarol             |              |
| 32ª    | 1977 | Fluminense          | 4-1                       | Dukla Praga                            | Real Madrid                     | Feyenoord           |              |
| 33ª    | 1978 | Real Madrid         | 2-0                       | Flamengo                               | Fluminense                      | Deportivo La Coruña |              |
| 34ª    | 1979 | Real Madrid         | 1-0                       | Sporting de Gijón                      | Honvéd                          | West Bromwich       |              |
| 35ª    | 1980 | Real Madrid         | 3-1                       | Sporting de Gijón                      | Porto                           | Flamengo            |              |
| 36ª    | 1981 | Dínamo de Kiev      | 1-0                       | Atlético de Madrid                     | Barcelona                       | Deportivo La Coruña |              |
| 37ª    | 1982 | Dínamo de Kiev      | 4-1                       | Barcelona                              | Bayern de Munique               | Internacional       |              |
| 38ª    | 1983 | Athletic Bilbao     | 1-0                       | Peñarol                                | Real Madrid                     | Dínamo de Kiev      |              |
| 39ª    | 1984 | Roma                | 2-2 (Venceu nos pênaltis) | Vasco da Gama                          | Manchester United               | Athletic Bilbao     |              |
| 40ª    | 1985 | Atlético de Madrid  | 1-0                       | Porto                                  | Fluminense                      | Real Madrid         |              |
| 41ª    | 1986 | Atlético de Madrid  | 1-0                       | Santos                                 | Real Madrid                     | São Paulo           |              |
| 42ª    | 1987 | Benfica             | 1-1 (Venceu nos pênaltis) | Deportivo La Coruña                    | Sporting de Gijón               | Everton             |              |
| 43ª    | 1988 | PSV Eindhoven       | 3-1                       | Atlético de Madrid                     | Liverpool                       | Racing Santander    |              |
| 44ª    | 1989 | Bayern de Munique   | 4-1                       | Steaua Bucareste                       | Real Madrid                     | PSV Eindhoven       |              |
| 45ª    | 1990 | Barcelona           | 2-0                       | Benfica                                | Bayern de Munique               | Deportivo La Coruña |              |
| 46ª    | 1991 | Porto               | 1-0                       | Deportivo La Coruña                    | Ajax                            | Real Madrid         |              |
| 47ª    | 1992 | São Paulo           | 4-1                       | Barcelona                              | Peñarol                         | Deportivo La Coruña |              |
| 48ª    | 1993 | Barcelona           | 1-0                       | São Paulo                              | Deportivo La Coruña             | Lazio               |              |
| 49ª    | 1994 | Real Madrid         | 1-0                       | Deportivo La Coruña                    | Sampdoria                       | Porto               |              |
| 50ª    | 1995 | Deportivo La Coruña | 2-0                       | Real Madrid                            | Flamengo                        | Benfica             |              |
| 51ª    | 1996 | Botafogo            | 4-4 (3x0 nos pênaltis)    | Juventus                               | Deportivo La Coruña             | Ajax                |              |
| 52ª    | 1997 | Deportivo La Coruña | 2-2 (Venceu nos pênaltis) | PSV Eindhoven                          | Atlético de Madrid              | Vasco da Gama       |              |
| 53ª    | 1998 | Deportivo La Coruña | 2-0                       | Lazio                                  | Real Madrid                     | Atlético de Madrid  |              |
| 54ª    | 1999 | Celta de Vigo       | 1-0                       | Boca Juniors                           | Corinthians                     | Deportivo La Coruña |              |
| 55ª    | 2000 | Deportivo La Coruña | 2-2 (4x3 nos pênaltis)    | Lazio                                  | [ nota 26 ]                     | [ nota 26 ]         | [ nota 26 ]  |
| 56ª    | 2001 | Deportivo La Coruña | 2-1                       | Real Madrid                            | Peñarol                         | Cruz Azul           |              |
| 57ª    | 2002 | Deportivo La Coruña | 1-0                       | Cruz Azul                              | Atlético de Madrid              | Nacional            |              |
| 58ª    | 2003 | Deportivo La Coruña | [ nota 27 ]               | América                                | Nacional                        |                     |              |
| 59ª    | 2004 | Deportivo La Coruña | 3-1                       | Atlético de Madrid                     | Zaragoza                        | Sporting            |              |
| 60ª    | 2005 | Deportivo La Coruña | [ nota 28 ]               | Nacional                               | Peñarol                         |                     |              |
| 61ª    | 2006 | Deportivo La Coruña | 3-1                       | Milan                                  | Atlético de Madrid              | Nacional            |              |
| 62ª    | 2007 | Deportivo La Coruña | 2-1                       | Real Madrid                            | Belenenses                      | Atalanta            |              |
| 63ª    | 2008 | Deportivo La Coruña | 2-1                       | Atlético de Madrid                     | Cruz Azul                       | Sporting de Gijón   |              |
| 64ª    | 2009 | Atlético de Madrid  | 1-1 (4x3 nos pênaltis)    | Deportivo La Coruña                    | [ nota 29 ]                     | [ nota 29 ]         | [ nota 29 ]  |
| 65ª    | 2010 | Newcastle           | 0-0 (5x3 nos pênaltis)    | Deportivo La Coruña                    | [ nota 30 ]                     | [ nota 30 ]         | [ nota 30 ]  |
| 66ª    | 2011 | Sevilla             | 1-1 (4x3 nos pênaltis)    | Deportivo La Coruña                    | [ nota 31 ]                     | [ nota 31 ]         | [ nota 31 ]  |
| 67ª    | 2012 | Deportivo La Coruña | 2-2 (4x3 nos pênaltis)    | Atlético de Madrid                     | [ nota 32 ]                     | [ nota 32 ]         | [ nota 32 ]  |
| 68ª    | 2013 | Real Madrid         | 4-0                       | Deportivo La Coruña                    | [ nota 33 ]                     | [ nota 33 ]         | [ nota 33 ]  |
| 69ª    | 2014 | Deportivo La Coruña | 1-0                       | Sporting de Gijón                      | Sporting                        | Nacional            |              |
| 70ª    | 2015 | Deportivo La Coruña | 1-0                       | Braga                                  | [ nota 34 ]                     | [ nota 34 ]         | [ nota 34 ]  |
| 71ª    | 2016 | Deportivo La Coruña | 2-0                       | Villarreal                             | [ nota 35 ]                     | [ nota 35 ]         | [ nota 35 ]  |
| 72ª    | 2017 | Deportivo La Coruña | 2-0                       | West Bromwich Albion                   | [ nota 36 ]                     | [ nota 36 ]         | [ nota 36 ]  |
| 73ª    | 2018 | Athletic Bilbao     | 2-2 (4x1 nos pênaltis)    | Deportivo La Coruña                    | [ nota 37 ]                     | [ nota 37 ]         | [ nota 37 ]  |
| 74ª    | 2019 | Deportivo La Coruña | 1-0                       | Real Betis                             | [ nota 38 ]                     | [ nota 38 ]         | [ nota 38 ]  |
| 75ª    | 2020 | Deportivo La Coruña | 6-0                       | Combinado de Fútbol Aficionado Coruñés | [ nota 39 ]                     | [ nota 39 ]         | [ nota 39 ]  |
| 76ª    | 2021 | Ponferradina        | 2-1                       | Deportivo La Coruña                    | [ nota 40 ]                     | [ nota 40 ]         | [ nota 40 ]  |
| 77ª    | 2022 | Deportivo La Coruña | 4-2                       | Metalist                               | [ nota 41 ]                     | [ nota 41 ]         | [ nota 41 ]  |
| 78ª    | 2023 | Deportivo La Coruña | 4-0                       | RB Bragantino II                       | [ nota 42 ]                     | [ nota 42 ]         | [ nota 42 ]  |
| 79ª    | 2024 | Leganés             | 3-1                       | Deportivo La Coruña                    | Unionistas de Salamanca         | Real Oviedo         |              |

## Campeões por país
| #  | País            | Campeão | Vice campeão | 3º colocado | 4º colocado | Clubes |
| 1  | Espanha         | 56      | 34           | 16          | 15          | Deportivo La Coruña, Real Madrid, Atlético de Madrid, Barcelona, Sevilla, Athletic Bilbao, Celta de Vigo, Racing de Ferrol, Valencia, Sporting de Gijón, Zaragoza, Pontevedra, Racing Santander, Ponferradina, Leganés, Unionistas de Salamanca e Real Oviedo |
| 2  | Brasil          | 5       | 11           | 5           | 3           | Vasco da Gama, São Paulo, Botafogo, Santos, Fluminense, RB Bragantino II |
| 3  | Portugal        | 4       | 7            | 5           | 2           | Porto, Benfica, Sporting, Vitória de Setúbal e Belenenses, Braga |
| 4  | Uruguai         | 3       | 3            | 4           | 4           | Peñarol e Nacional |
| 5  | Itália          | 2       | 4            | 2           | 2           | Lazio, Roma, Juventus, Milan, Sampdoria e Atalanta |
| 6  | França          | 2       | 3            | —           | —           | Monaco, Racing de Paris, Olympique Roubaix-Tourcoing, Stade de Reims e Toulouse |
| 7  | União Soviética | 2       | —            | —           | 1           | Dínamo de Kiev |
| 8  | Países Baixos   | 1       | 2            | 2           | 4           | PSV Eindhoven, ADO Den Haag, Ajax e Feyenoord |
| 9  | Alemanha        | 1       | 2            | 2           | 1           | Bayern de Munique, Köln e Borussia Mönchengladbach |
| 10 | Inglaterra      | 1       | 2            | 2           | 3           | Newcastle United, Liverpool, Manchester United, Everton, Stoke City e West Bromwich Albion |
| 11 | Hungria         | 1       | —            | 2           | —           | Ferencváros, Honvéd e Újpest |
| 12 | Iugoslávia      | 1       | —            | —           | —           | Estrela Vermelha |
| 13 | México          | —       | 2            | 1           | 1           | Cruz Azul e América |
| 14 | Argentina       | —       | 2            | —           | —           | Boca Juniors e San Lorenzo |
|    | Chéquia         | —       | 2            | —           | —           | Dukla Praga e Spartak Trnava |
| 16 | Suíça           | —       | 1            | —           | —           | Young Boys |
|    | Áustria         | —       | 1            | —           | —           | Rapid Viena |
|    | Suécia          | —       | 1            | —           | —           | Helsingborgs |
|    | Roménia         | —       | 1            | —           | —           | Steaua Bucareste |
|    | Ucrânia         | —       | 1            | _           | —           | Metalist |
| 21 | Bélgica         | —       | —            | 1           | —           | Olympic de Charleroi-Marchienne |

## Campeões por clubes
| #  | Clube               | 1º | 2º | 3º | 4º |  | #  | Clube                          | 1º | 2º | 3º | 4º |  | #  | Clube                           | 1º | 2º | 3º | 4º |
| 1  | Deportivo La Coruña | 25 | 9  | 3  | 5  |  |    | Ferencváros                    | 1  | —  | —  | —  |  |    | Stade de Reims                  | —  | 1  | —  | —  |
| 2  | Real Madrid         | 8  | 5  | 4  | 3  |  |    | Monaco                         | 1  | —  | —  | —  |  |    | Steaua Bucareste                | —  | 1  | —  | —  |
| 3  | Atlético de Madrid  | 6  | 5  | 4  | 2  |  |    | Newcastle                      | 1  | —  | —  | —  |  |    | Toulouse                        | —  | 1  | —  | —  |
| 4  | Barcelona           | 5  | 2  | 2  | —  |  |    | Racing de Ferrol               | 1  | —  | —  | —  |  |    | Young Boys                      | —  | 1  | —  | —  |
| 5  | Sevilla             | 4  | —  | —  | —  |  |    | Racing Paris                   | 1  | —  | —  | —  |  | 53 | Braga                           | —  | 1  | —  | —  |
| 6  | Athletic Bilbao     | 3  | 3  | —  | 1  |  |    | Valencia                       | 1  | —  | —  | —  |  | 54 | Ajax                            | —  | —  | 1  | 2  |
| 7  | Peñarol             | 2  | 1  | 3  | 1  |  | 31 | Sporting de Gijón              | —  | 3  | 1  | 1  |  | 55 | Belenenses                      | —  | —  | 1  | —  |
| 8  | Dínamo de Kiev      | 2  | —  | —  | 1  |  | 32 | Flamengo                       | —  | 2  | 1  | 1  |  |    | Corinthians                     | —  | —  | 1  | —  |
| 9  | Vasco da Gama       | 1  | 3  | —  | 1  |  | 33 | Cruzeiro                       | —  | 2  | —  | —  |  |    | Honvéd                          | —  | —  | 1  | —  |
| 10 | Porto               | 1  | 2  | 2  | 1  |  | 34 | Cruz Azul                      | —  | 1  | 1  | 1  |  |    | Liverpool                       | —  | —  | 1  | —  |
| 11 | Nacional            | 1  | 2  | 1  | 3  |  | 35 | Köln                           | —  | 1  | —  | —  |  |    | Manchester United               | —  | —  | 1  | —  |
| 12 | Benfica             | 1  | 2  | 1  | —  |  |    | América                        | —  | 1  | —  | —  |  |    | Olympic de Charleroi-Marchienne | —  | —  | 1  | —  |
| 13 | Lazio               | 1  | 2  | —  | 1  |  |    | Boca Juniors                   | —  | 1  | —  | —  |  |    | Zaragoza                        | —  | —  | 1  | —  |
| 14 | PSV Eindhoven       | 1  | 1  | 1  | 1  |  |    | Borussia Mönchengladbach       | —  | 1  | —  | —  |  |    | Sampdoria                       | —  | —  | 1  | —  |
| 15 | Sporting            | 1  | 1  | 1  | 1  |  |    | ADO Den Haag                   | —  | 1  | —  | —  |  |    | Újpest                          | —  | —  | 1  | —  |
| 16 | São Paulo           | 1  | 1  | 1  | —  |  |    | Dukla Praga                    | —  | 1  | —  | —  |  | 64 | Atalanta                        | —  | —  | —  | 1  |
| 17 | Botafogo            | 1  | 1  | —  | —  |  |    | Helsingborgs                   | —  | 1  | —  | —  |  |    | Everton                         | —  | —  | —  | 1  |
|    | Celta de Vigo       | 1  | 1  | —  | —  |  |    | Juventus                       | —  | 1  | —  | —  |  |    | Feyenoord                       | —  | —  | —  | 1  |
|    | Santos              | 1  | 1  | —  | —  |  |    | Milan                          | —  | 1  | —  | —  |  |    | Internacional                   | —  | —  | —  | 1  |
|    | Vitória de Setúbal  | 1  | 1  | —  | —  |  |    | Newcastle                      | —  | 1  | —  | —  |  |    | Pontevedra                      | —  | —  | —  | 1  |
| 21 | Bayern de Munique   | 1  | —  | 2  | 1  |  |    | Olympique de Roubaix-Tourcoing | —  | 1  | —  | —  |  |    | Racing Santander                | —  | —  | —  | 1  |
| 22 | Fluminense          | 1  | —  | 2  | —  |  |    | Rapid Viena                    | —  | 1  | —  | —  |  |    | Stoke City                      | —  | —  | —  | 1  |
| 23 | Roma                | 1  | —  | 1  | —  |  |    | San Lorenzo                    | —  | 1  | —  | —  |  |    | West Bromwich                   | —  | 1  | —  | 1  |
| 24 | Estrela Vermelha    | 1  | —  | —  | —  |  |    | Spartak Trnava                 | —  | 1  | —  | —  |  |    |                                 |    |    |    |    |

## Jogos históricos
- Em 1959 a final foi entre o Santos de Pelé e o Botafogo de Garrincha.[1]
- O alvinegro carioca voltaria ao torneio em 1996, dessa vez para sagrar-se campeão. Na final, tendo em vista que Botafogo e Juventus têm as mesmas cores, o mando de campo era do último, e o Botafogo não levara uniformes reservas, o elenco brasileiro entrou em campo com o uniforme do Deportivo La Coruña, anfitrião do torneio.
- Além disso já jogaram o torneio mais outros times lendários como o Benfica de Eusébio, o Real Madrid de Alfredo Di Stéfano, La Quinta del Buitre o campeão da Liga dos Campeões da UEFA de 1998, o de Cristiano Ronaldo, o San Lorenzo de Los Matadores, o Dínamo de Kiev de Oleg Blokhin, o Athletic de Bilbao campeão espanhol na temporada 1955-56, o Vasco da Gama de Vavá e Orlando (titulares da seleção campeã do mundo de 1958) e o campeão do Campeonato Brasileiro de Futebol de 1997, o Fluminense de Roberto Rivelino (apelidado de A Máquina Tricolor), o Bayern München de Sepp Maier e Gerd Müller, o CR Flamengo de Zico, o Manchester United do técnico Ron Atkinson, o Everton FC  campeão inglês em 1987, o Liverpool FC de Kenny Dalglish campeão inglês em 1988, o PSV Eindhoven de Ronald Koeman treinado por Guus Hiddink campeão da Liga dos Campeões da UEFA em 1988, o FC Steaua București finalista da Liga dos Campeões da UEFA em 1989, o Bayern München campeão alemão em 1989-90 trainado por Jupp Heynckes , o São Paulo do técnico Telê Santana e de Raí, o FC Barcelona do Dream Team, o Botafogo de Túlio Maravilha, a Sampdoria de Roberto Mancini finalista da Liga dos Campeões da UEFA em 1992, o Ajax do técnico Louis Van Gaal, o Juventus FC campeão da Liga dos Campeões da UEFA de 1996, o Corinthians de Marcelinho Carioca, o Boca Juniors de El Virrey Carlos Bianchi, com Juan Roman Riquelme e Martín Palermo; o SS Lazio campeão do Scudetto e da Coppa do 2000, o Real Zaragoza de David Villa campeão da Copa del Rey de 2004, o Milan de Kaká, Cafú, Gattuso, Pirlo ou Seedorf; o Sevilla FC de Jesús Navas e Frédéric Kanouté, o Atlético de Madrid do técnico Cholo Simeone, além de vários outros grandes clubes, como o Cruzeiro EC, SC Internacional, Nacional, Peñarol, SL Benfica, AS Roma ou Newcastle United.[1]